# آگوستوس اس. مریمون
آگوستوس اس. مریمون (به انگلیسی: Augustus S. Merrimon) سناتور سابق عضو حزب دموکرات ایالات متحده آمریکا بود. وی در سال ۱۸۷۳ تا ۱۸۷۹ میلادی سناتور ایالت کارولینای شمالی در سنای ایالات متحده آمریکا بود.